# Élections générales équatoriennes de 2006
Des élections générales se sont tenues, en Équateur, le 15 octobre 2006, notamment des élections législatives et une élection présidentielle.
Les électeurs devaient se prononcer pour choisir :
- un nouveau président de la République (Presidente de la República) et un nouveau vice-président (Vicepresidente) ;
- 5 « parlementaires andins » (Parlamentarios Andinos), représentants de l'Équateur au Parlement andin ;
- 100 « députés de la République » (Diputados de la República), constituant le Congrès national ;
- 67 conseillers provinciaux (Consejeros Provinciales) ;
- 674 conseillers municipaux (Concejeros Municipales) ;
- 10 juntes paroissiales (Juntas Parroquiales).

Le même jour avait lieu un référendum portant sur plusieurs questions [réf. nécessaire].
Le 16 octobre, contre toute attente, il apparaît qu'aucun candidat à la présidence de la République n'a rempli les conditions pour l'emporter dès le premier tour.
Un second tour a donc eu lieu le 26 novembre. Les résultats provisoires (97,00 % des actes dépouillés, mardi 28 novembre 2006 à 17 h 56) donnent une avance notable (57,07 %)  à Rafael Correa l'économiste de gauche face à son rival de droite Álvaro Noboa.

## Candidats à la présidence
- Rafael Correa, Alliance PAIS (Patria Altiva i Soberana) et le Parti socialiste équatorien
- Gilmar Gutiérrez
- Jaime Damerval
- Cynthia Viteri, Parti social-chrétien
- Álvaro Noboa
- Luis Macas, Pachakutik
- León Roldós, Gauche démocratique (Équateur)
- Fernando Rosero
- Luis Villacis
- Marco Proaño Maya
- Carlos Sagñay de la Bastida
- Lenin Torres
- Marcelo Larrea

## Résultats

### Présidentielle
| Candidat - Parti                                                                        | 1er tour  | 1er tour | 2e tour   | 2e tour |
| Candidat - Parti                                                                        | Votes     | %        | Votes     | %       |
| --------------------------------------------------------------------------------------- | --------- | -------- | --------- | ------- |
| Álvaro Noboa - Parti rénovateur institutionnel de l'action nationale                    | 1 464 251 | 26,83    | 2 689 418 | 43,33   |
| Rafael Correa - Alianza País                                                            | 1 246 333 | 22,84    | 3 517 635 | 56,67   |
| Gilmar Gutiérrez - Parti société patriotique 21 janvier                                 | 950,895   | 17,42    |           |         |
| León Roldós Aguilera - Réseau éthique et démocratique / Parti de la gauche démocratique | 809,754   | 14,84    |           |         |
| Cynthia Viteri - Parti social-chrétien                                                  | 525,728   | 9,63     |           |         |
| Luis Macas - Mouvement de l'unité plurinational Pachakutik-Nouveau Pays                 | 119,577   | 2,19     |           |         |
| Fernando Rosero - Parti roldosiste équatorien                                           | 113,323   | 2,08     |           |         |
| Marco Proaño Maya - Movement for Democratic Vindication                                 | 77,655    | 1,42     |           |         |
| Luis Villacís - Mouvement populaire démocratique                                        | 72,762    | 1,33     |           |         |
| Jaime Damerval Martínez - Concentration des forces populaires                           | 25,284    | 0,46     |           |         |
| Marcello Larrea Cabrera - Alliance Troisième République                                 | 23,233    | 0,43     |           |         |
| Lenin Torres - Mouvement révolutionnaire de participation populaire                     | 15,357    | 0,28     |           |         |
| Carlos Francisco Sagnay de la Bastida - Intégration Alfarist National                   | 13,455    | 0,25     |           |         |
| Votes blancs et nuls                                                                    | 1,092,070 |          |           |         |
| Total                                                                                   |           |          |           |         |
| Source: Tribunal suprême électoral, Ensemble des actes dépouillés au second tour        |           |          |           |         |

### Législatives
| Parti | Parti                                                                | Sièges |
| ----- | -------------------------------------------------------------------- | ------ |
|       | Parti rénovateur institutionnel de l'action nationale (PRIAN)        | 28     |
|       | Parti société patriotique 21 janvier (PSP)                           | 24     |
|       | Parti social-chrétien (PSC)                                          | 13     |
|       | Parti de la gauche démocratique (ID)                                 | 11     |
|       | Parti roldosiste équatorien (PRE)                                    | 6      |
|       | Mouvement de l'unité plurinational Pachakutik-Nouveau Pays (MUPP-NP) | 6      |
|       | Union démocrate-chrétienne (UDC)                                     | 5      |
|       | Mouvement populaire démocratique (MPD)                               | 3      |
|       | Éthique et Démocratie (RED)                                          | 1      |
|       | Parti socialiste - Front large (PS-FA)                               | 1      |
|       | Mouvement des citoyens New Country (MCNP)                            | 1      |
|       | D'action régional pour l'équité                                      | 1      |
| Total | Total                                                                | 100    |

## Réactions des États-Unis
Quelques semaines avant ce scrutin, l’ambassade des États-Unis en Équateur alerte Washington sur le fait que Correa allait probablement « rejoindre le groupe Chavez-Morales-Kirchner des dirigeants nationalistes-populistes sud-américains ». Elle précise également avoir « informé nos contacts politiques, économiques et les médias de la menace que Correa représentait pour l’avenir de l’Équateur ».